# Melos
Melos (altgriechisch μέλος mélos, deutsch ‚Glied‘; ‚Weise‘, ‚Lied‘, ‚Melodie‘) ist ein Grundbegriff der melodisch orientierten antiken griechischen Musik. Im Unterschied zur Melodie, bei der die Tonhöhenverläufe von Takt, Rhythmus und Harmonik geprägt sind, stehen beim Melos die Tonfolgen und die Form im Vordergrund.
Geschichtlich hat das Wort zwei verschiedenartige Bedeutungen, zum einen im Sinne von „Glied“ (bei Homer), zum anderen (nachhomerisch) als „Weise“, „Melodie“, „zum Gesangsvortrag bestimmtes lyrisches Gedicht“. Aristoxenos unterschied das musikalische Melos ausdrücklich vom sprachlichen (Prosodie). In musikalischer Hinsicht bezeichnet das Wort seit Alkman (Mitte des 7. Jahrhunderts v. Chr.) sowohl die gesungene (fr. 39 Page = 92 Diehl) als auch die instrumentale „Weise“ (fr. 126 P = 97 D), seit Pindar dann auch das gesungene lyrische Gedicht (Olympien 9, 1; im Unterschied zu Epos, Iambos, Elegie und Epigramm).
In den lateinischen Traktaten der Spätantike und des Mittelalters wird Melos als Terminus vergleichsweise selten verwendet und dann synonym mit cantilena, cantus oder melodia gebraucht.
Im 19. Jahrhundert brachte Richard Wagner in seiner Schrift Über das Dirigieren (1869) das Wort neu in Umlauf, als er von „Beethovenschem Melos“ sprach. Danach fand es auch Aufnahme in den wissenschaftlichen Sprachgebrauch, etwa bei Werner Danckert, der Begriffe wie „Aszendenz-, Schwebe- und Deszendenz-Melos“ benutzt.
Melopoiia oder Melopöie – griechisch μελοποιία melopoiía, von μέλος und ποιεῖν poieîn, deutsch ‚machen‘ – bezeichnet in der griechischen Antike die Art der Herstellung eines Melos, bei Platon (Symposion, 187d) das Erfinden musikalischer Weisen, bei Aristoteles (Poetik, 1449b) die melodische Kunst, welche die Verse erst zu voller Entfaltung bringt. In der griechischen Musiktheorie seit Aristoxenos war die Melopöie eine eigene Lehre, die sich an die harmonische Wissenschaft anschloss, wobei es sich primär um Fragen der systematischen Aufgliederung und nicht um handwerkliche Fragen der Melodiebildung handelte.
In den 1920er Jahren fand der Ausdruck Melos Verwendung für abstraktere melodische Konzepte, die sich von der harmonisch gebundenen Melodie absetzten. Zentrale Bedeutung erhält er in der Zwölftontheorie des Komponisten Josef Matthias Hauer, wo Melos als Bezeichnung für Zwölftonreihe gebraucht wird.